# Neognophomyia pinckerti
Neognophomyia pinckerti är en tvåvingeart som beskrevs av Alexander 1962. Neognophomyia pinckerti ingår i släktet Neognophomyia och familjen småharkrankar.
Artens utbredningsområde är Bolivia. Inga underarter finns listade i Catalogue of Life.